# Will Ferrell

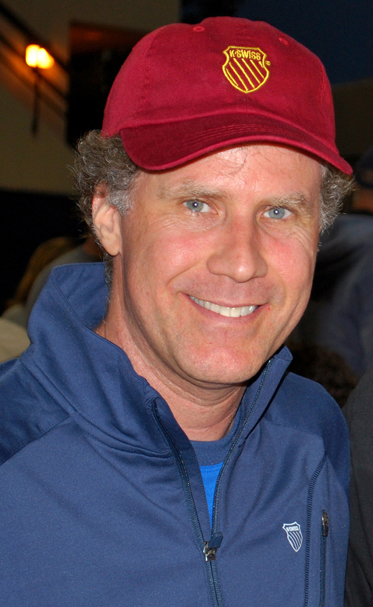
Will Ferrell în 2009

Will Ferrell (n. 16 iulie 1967, Irvine, California, SUA) pe numele său întreg John William Ferrell este un actor de comedie american, imitator și scenarist. A devenit cunoscut în anii '90, atunci când a completat distribuția show-ului Saturday Night Live și a comediilor Old School, Elf, Anchorman, Talladega Nights, Stranger than Fiction, Blades of Glory, Semi-Pro sau The Other Guys. Este considerat ca făcând parte din valul de comedianți de la Hollywood din care mai fac parte Jack Black, Ben Stiller, Steve Carell, Vince Vaughn, Owen Wilson sau Luke Wilson. S-a născut în California, fiul unei învățătoare și al unui chitarist. A urmat cursurile școlii din Irvine, la fel și facultatea, unde a făcut fotbal și a devenit vedeta facultății la acest sport. S-a mutat la Universitatea din California unde a studiat Sportul și a fost un membru al fraternității Delta Tau Delta. După absolvire abia și-a pus în practică umorul și calitățile de comediant, în trupa de stand-up comedy The Groundlings.

## Filmografie
- Saturday Night Live (1995–2002)
- Austin Powers și organizația secretă (1997)
- O noapte la Roxbury (1998)
- Superstar (1999)
- Austin Powers 2 - Spionul care mi-a tras-o (1999)
- Zoolander (2001)
- Old School (2003)
- Elful (2003)
- Un știrist legendar (2004)
- Producătorii (2005)
- Ce vrăji a mai făcut nevasta mea (2005)
- Kicking & Screaming (2005)
- Stranger Than Fiction (2006)
- Talladega Nights: The Ballad of Ricky Bobby (2006)
- Curious George (2006)
- Blades of Glory (2007)
- Semi-Pro (2008)
- Step Brothers (2008)
- Land of the Lost (2009)
- Everything Must Go (2010)
- The Other Guys (2010)
- Megamind (2010)
- The Campaign (2012)
- Anchorman 2: The Legend Continues (2013)
- The Lego Movie (2014)
- Get Hard (2015)
- Daddy's Home (2015)
- Zoolander 2 (2016)
- Daddy's Home 2 (2017)
- Holmes & Watson (2018)
- The Lego Movie 2: The Second Part (2019)
- Eurovision Song Contest: The Story of Fire Saga (2020)